# Conjonction (astronomie)
Pour les articles homonymes, voir Conjonction.
Ne doit pas être confondu avec Parade planétaire ou Syzygie.
Une conjonction de deux objets célestes, en astronomie et en astrologie, signifie que ces deux objets, vus depuis un troisième (généralement la Terre), apparaissent très proches l'un de l'autre dans le ciel.

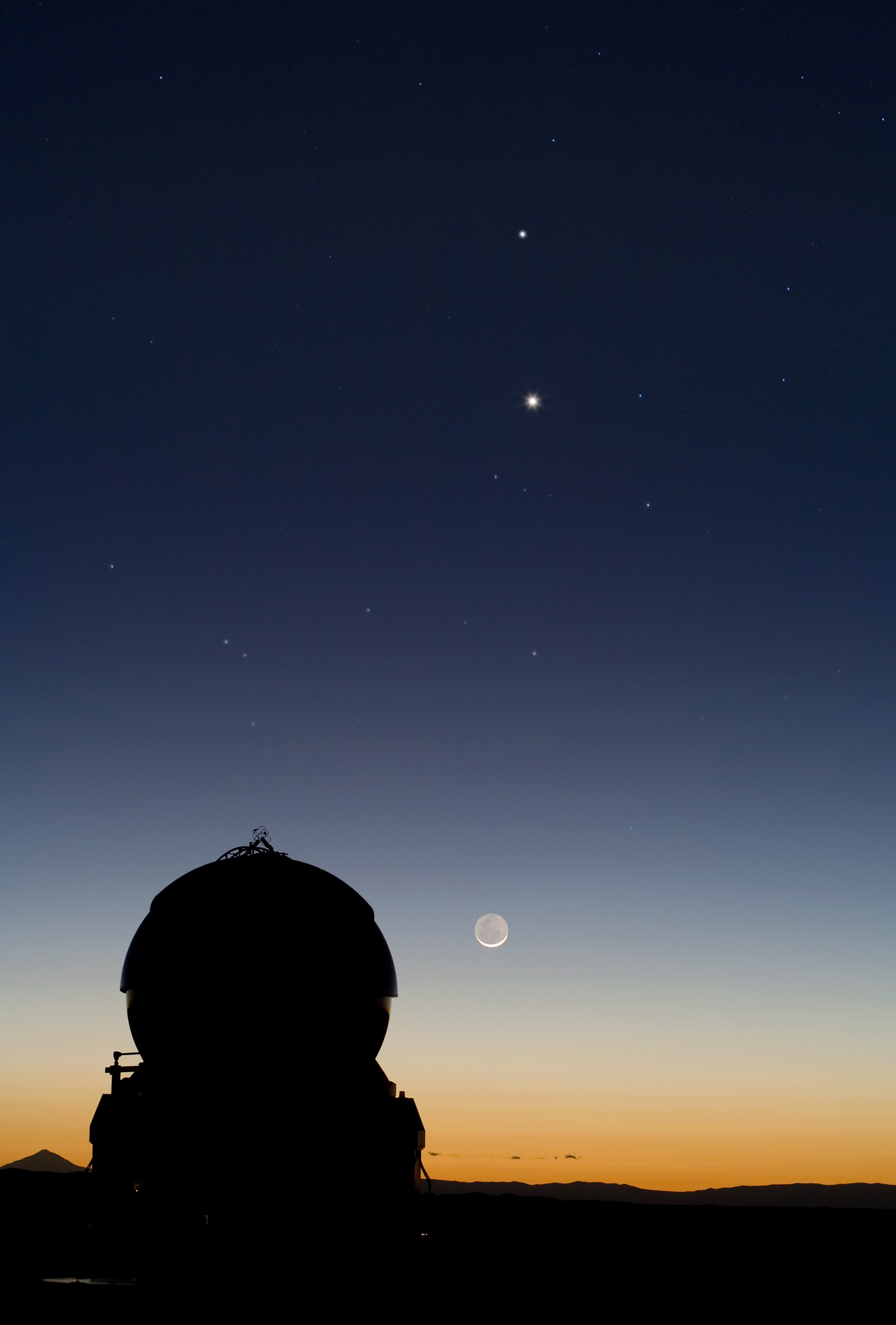
Conjonction de Mercure et Vénus, alignés au-dessus de la Lune, vue depuis l'observatoire du Cerro Paranal.

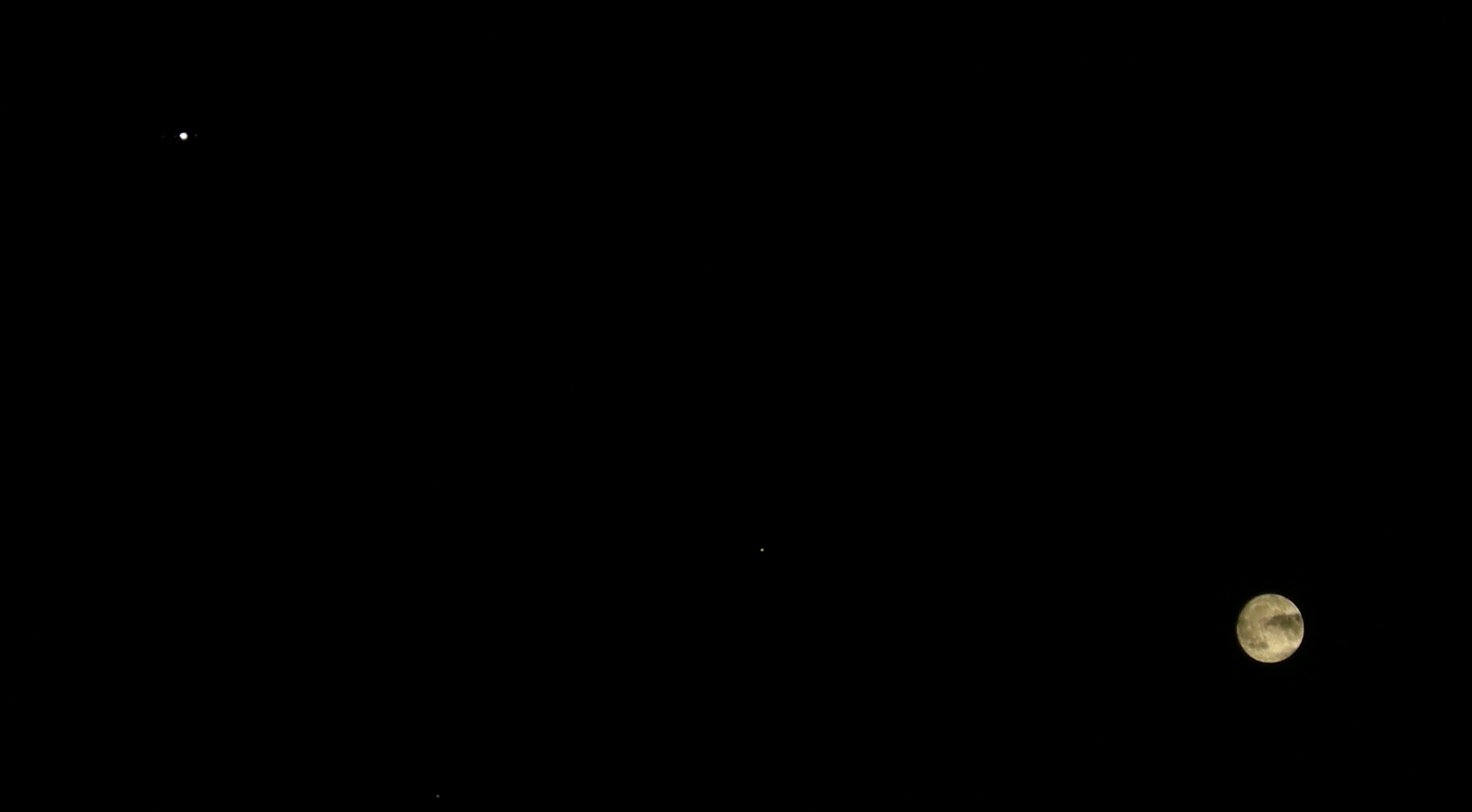
Conjonction entre la Lune et Jupiter

## Définition
En règle générale, parler simplement de conjonction de deux objets célestes signifient qu'ils ont une ascension droite proche. Il est également possible de parler de conjonction lorsque ces deux objets partagent la même longitude écliptique. Les conjonctions en ascension droite et en longitude écliptique ne se produisent pas d'ordinaire au même moment, mais sont le plus souvent très proches l'une de l'autre.
Si les deux objets possèdent la même déclinaison au moment d'une conjonction en ascension droite (ou la même latitude écliptique lors d'une conjonction en longitude écliptique), celui qui est le plus proche de l'observateur semble passer devant celui qui est le plus loin. Les trois corps sont alors en situation de syzygie et il est possible d'observer une occultation, un transit ou même une éclipse.

### Conjonction inférieure et supérieure
Vu depuis un objet céleste placé sur une orbite extérieure, un objet sur une orbite intérieure est en conjonction supérieure par rapport à l'objet autour duquel ceux-ci orbitent (en général le Soleil), lorsque l'objet intérieur se trouve du côté opposé à l'objet principal. À l'inverse, il y a conjonction inférieure lorsque les deux objets se trouvent du même côté de l'objet de référence. Lors d'une conjonction inférieure, l'objet extérieur se trouve à l'opposition par rapport à l'objet de référence, lorsqu'il est vu depuis l'objet intérieur.
Les termes de conjonction inférieure et supérieure sont le plus souvent utilisés pour les planètes Mercure et Vénus, qui sont des planètes intérieures par rapport au Soleil vues depuis la Terre.

### Conjonctions multiples

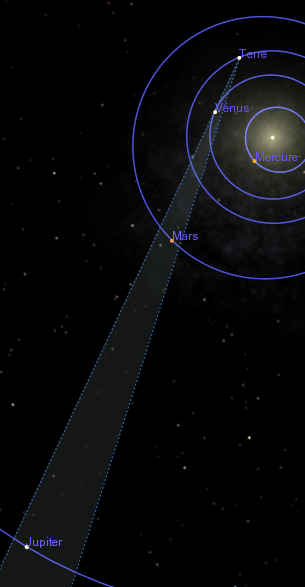
Conjonction entre Vénus, Jupiter et Mars d'octobre 2015 vue de dessus

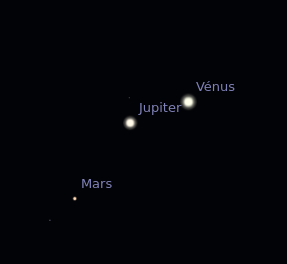
Conjonction entre Vénus, Jupiter et Mars d'octobre 2015 vue depuis la Terre (simulation)

Certains mouvements planétaires permettent à des astres de se retrouver à la même coordonnée (ascension droite ou longitude céleste) sur un intervalle de temps court. Lorsque le phénomène concerne deux planètes supérieures, il a lieu lorsqu'elle sont en opposition à des dates proches. Dans l'exemple ci-contre, Mars est en opposition (indicateur 180°) le 24 février 2185 et Saturne, le 1er mars.
Par ailleurs, pour les cas impliquant des planètes inférieures, le phénomène n'est pas imputable au mouvement de rétrogradation, mais au fait que ces planètes peuvent boucler plus d'une orbite pendant un temps court. Les conjonctions entre Mars et Mercure sont triples la plupart du temps, quintuples parfois (prochaines en 2025 et 2028) et simples rarement (prochaines en 2034 et 2113).

### Conjonction et magnitude apparente
La planète Mercure atteint un maximum de luminosité lorsqu'elle se trouve en conjonction supérieure (magnitude apparente de -2,45). Cette configuration n'est en général pas observable, sauf à l'occasion d'éclipses de Soleil (sauf dans le cas rare où Mercure est occulté par celui-ci).
Contrairement à Mercure, le maximum de luminosité de Vénus est atteint en deux points symétriques de son orbite, situés entre la conjonction inférieure et les élongations maximale. Une telle différence entre les deux planètes provient de certaines caractéristiques propres de leurs courbes de phase respectives.

## Quelques conjonctions notables à titre d'exemple

### 1962
Le 5 février 1962, il y eut une éclipse solaire, accompagnée par les 5 planètes (Mercure, Venus, Mars, Jupiter, et Saturne) dans la constellation du Capricorne.

### 1987
En août 1987, les cinq objets célestes les plus proches de la Terre — la Lune, Vénus, Mars, Mercure et le Soleil — se trouvaient tous à environ 5° les uns des autres, le Soleil se levant le premier, suivi par Mars, Vénus, Mercure et la Lune, dans un intervalle de 20 minutes. Cet événement n'était pas facilement observable, à cause de la présence du Soleil dans la configuration.

### 2000
En mai 2000, les cinq planètes visibles à l'œil nu (Mercure, Vénus, Mars, Jupiter et Saturne) se trouvaient à moins de 20° du Soleil vues de la Terre. Cet événement n'était pas observable, à cause de la proximité du Soleil. Mis à part Mars, les autres se trouvaient dans la constellation du Bélier.

### 2002
À la fin avril 2002, Saturne, Jupiter, Mars, Vénus et Mercure étaient toutes visibles dans le même coin du ciel peu après le coucher du Soleil. Cette configuration se reproduira en juillet 2060, mais peu avant le lever du Soleil.